# شوسوکه یونهارا
شوسوکه یونهارا (انگلیسی: Shusuke Yonehara؛ زادهٔ ۲۰ آوریل ۱۹۹۸) بازیکن فوتبال اهل ژاپن است.